# Josep Passolas i Coderch
Josep Passolas i Coderch (Castelló d'Empúries, 19 de setembre de 1881 - Figueres, 8 de desembre de 1955) va ser un pianista, compositor i professor de música figuerenc.

## Biografia
Fill de Joaquim Passolas Sabater (Castelló, 8 de febrer, 1839 – idem. 31 d'octubre, 1898), metge-cirurgià, i de Dolors Coderch Vidal, ambdós de Castelló
d'Empúries, va ser el quart de cinc germans: Ramon, Dolors, Agustí, Josep i Montserrat. Es va casar amb Dolors Reitg Vidal i va tenir tres fills: Josep, i Joaquim i Joan, també músic. A l'edat de set anys va rebre les primeres lliçons de música i als onze de piano del mestre Agramont. Va destacar com a cantant de tiple i, quan el mestre era absent, el substituïa en l'execució de l'harmònium. Estudià a l'Escola Municipal de Música de Barcelona (1902). Allà va tenir com a professor d'harmonia Antonio Nicolau, i de piano els mestres Joan Pujol i Joaquim Canals pare de la gran Maria Canals.
Va ser professor del Conservatori del Liceu (1909, 1930), i mestre de solfeig i composició dels futurs i coneguts compositors Jaume Bonaterra (1914), Francesc Basil i Florenci Mauné (Mauné a l'escola del Casino Menestral Figuerenc el 1933).
Finalitzats els estudis va actuar com a concertista, però es va traslladar a Figueres on va exercir com a pedagog. Ha estat qualificat com a excel·lent intèrpret i compositor inspirat, qualitats que va saber inculcar i comunicar als seus alumnes. Entre els deixebles més destacats figuren: Francesc Basil, Josep Falgarona, Mauné, Enriqueta Llanta o Concepció Bonal. Va fundar l'Acadèmia Passolas (Figueres, 1932), on preparava els alumnes i els portava a examinar a Barcelona. Va ser professor de cant i piano de l'Escola del Treball de la Generalitat, de Figueres (1937), nomenat professor de la classe de solfeig del municipi de Castelló d'Empúries (1938), i després de la guerra civil va ser professor de l'Escola d'Arts i Oficis Clerch i Nicolau (Figueres, 1940). Va actuar en concerts diversos a Barcelona i Figueres. L'any 1914 va acompanyar Enric Sans. Havia interpretat el piano pel cine mut i havia acompanyat les actuacions dels Pastorets.

## Com a compositor
Com a compositor fou autor d'obres simfòniques i de diverses sardanes, se sap que també va compondre cançons i música religiosa.

## Obres
- Impressions del Montseny (1920)
- Vals expresivo
- Fraternitat (1921), mb lletra d'Apel·les Mestres
- Un viatge al cap de Creus (ca 1925), barcarola per a piano
- Dues Barcaroles
- Les ruines d'Empúries
- Un viatge al Cap de Creus (Barcelona: c. 1925) peça dedicada a la pianista Mercedes Moner de Vila,
- Berceuse.

Les obres de cambra: Nocturno, Minuetto per a quartet de corda, i Momento musical.

### Sardanes
- Ecos de l'Empordà (1915)
- Enyorança
- Heroica
- Pastoral, per a piano,
- Plany
- Queixa amorosa
- Sardana infantil, per a piano (1922)
- La Festa Major
- Sardana, (per a quartet de corda)
- Somni (per a piano, violí i violoncel),
- Records de ma terra (per a orquestra),
- Aplec patriòtic (per a dos pianos, trompeta, trombó i tenora),
- La Festa Major (per a dos pianos, oboè, violoncel i tamborino).

Per les Fires i Festes de la Santa Creu (Figueres, 1921), l'Orfeó Gracienc va estrenar Fraternitat, peça coral a vuit veus, amb lletra d'Apel·les Mestres. L'Ajuntament de Figueres va retre un Homenatge als compositors de l'Empordà al Teatre Municipal El Jardí (31 de gener de 1992), entre els quals hi figurava el biografiat. Va ser nomenat Professor Honorari de l'Acadèmia Dalmau de Barcelona (1932). L'ajuntament de Figueres li dedicà un carrer l'agost del 2009.